# Pseudosmodingium
Pseudosmodingium är ett släkte av sumakväxter. Pseudosmodingium ingår i familjen sumakväxter.
Kladogram enligt Catalogue of Life:
| Pseudosmodingium | \| \| Pseudosmodingium andrieuxii \| \| \| \| \| \| Pseudosmodingium barkleyi \| \| \| \| \| \| Pseudosmodingium multifolium \| \| \| \| \| \| Pseudosmodingium perniciosum \| \| \| \| \| \| Pseudosmodingium pterocarpum \| \| \| \| \| \| Pseudosmodingium virletii \| \| \| \| |
|                  | \| \| Pseudosmodingium andrieuxii \| \| \| \| \| \| Pseudosmodingium barkleyi \| \| \| \| \| \| Pseudosmodingium multifolium \| \| \| \| \| \| Pseudosmodingium perniciosum \| \| \| \| \| \| Pseudosmodingium pterocarpum \| \| \| \| \| \| Pseudosmodingium virletii \| \| \| \| |
|                  | Pseudosmodingium andrieuxii |
|                  | |
|                  | Pseudosmodingium barkleyi |
|                  | |
|                  | Pseudosmodingium multifolium |
|                  | |
|                  | Pseudosmodingium perniciosum |
|                  | |
|                  | Pseudosmodingium pterocarpum |
|                  | |
|                  | Pseudosmodingium virletii |
|                  | |